# 酒井治孝
酒井 治孝（さかい はるたか、1953年 - ）は、日本の地質学者。京都大学名誉教授。

## 人物・経歴
福岡県北九州市生まれ。福岡県立東筑高等学校を経て、1980年から83年まで九州大学大学院を休学し、青年海外協力隊でトリブバン大学理工学部地質学教室講師。1984年九州大学大学院理学研究科博士課程修了、理学博士。
1985年日本学術振興会特別研究員。1989年九州大学教養部地学教室助教授。1997年九州大学大学院比較社会文化研究院環境変動部門教授。2007年京都大学大学院理学研究科地球惑星科学専攻教授。2018年京都大学名誉教授。

## 著書
- 『ヒマラヤの渚：博物館に10億年以上前の"ヒマラヤの渚"を再現する』近代文芸社 1995年
- 『ヒマラヤの自然誌：ヒマラヤから日本列島を遠望する』（編著）東海大学出版会 1997年
- 『地球学入門 : 惑星地球と大気・海洋のシステム』（編著）東海大学出版会 2003年
- 『ネパールに学校をつくる：協力隊OBの教育支援35年』東海大学出版部 2015年

## 受賞
- 日本地質学会古藤賞（1988年度）[3]
- 日本地質学会論文賞（1989年度）[3]
- 日本地質学会論文賞（1995年度）[3]